# Aphirape ancilla
Aphirape ancilla là một loài nhện trong họ Salticidae.
Loài này thuộc chi Aphirape. Aphirape ancilla được Carl Ludwig Koch miêu tả năm 1846.